# إنريكي بينياراندا
إنريكي بينياراندا (بالإسبانية: Enrique Peñaranda)‏ (و. 1892 – 1969 م) هو عسكري محترف من بوليفيا ولد في لاباز.
تولى منصب رئيس بوليفيا.